# Минеральная вода Харьковская-1
Харьковская-1 (Саржин либо Шатилов[ский] источник) — источник минеральной воды в Саржином яру города Харькова с дебитом 345 000 л в сутки.

## Расположение
Источник находится между Шатиловкой и Павловым Полем, несколько выше (по течению Саржинки) дамбы проспекта Науки, под которой находится станция метро «Ботанический сад».
С севера и востока (со стороны Павлова Поля) источник ограничен территорией нового Ботанического сада университета.

## Гидрологический памятник
Родник является гидрологическим памятником природы.
Более 340 тысяч литров минеральной воды плотным потоком каждый день изливаются здесь из-под земли.
Летом у родника всегда многолюдно: люди купаются в ледяной воде, отдыхают, набирают воду.
Накануне начала застройки Павлова Поля оно было распахано под огороды, и в выходные дни жители Дзержинского района по пыльной сельской улице (позже проспект Ленина, ныне просп. Науки) подходили к Саржиному яру, спускались в него крутыми тропинками,. утоляли жажду у источника и, наполнив бутылки холодной водой, поднимались с немалым трудом на Павлово Поле и брели по солнцепёку на свои участки, тянувшиеся до леса, где ныне проходит улица Деревянко.
Над источником в 1960 году построен бетонный павильон оригинальной футуристической формы (бювет) на трёх опорах по проекту архитектора В. С. Васильева.
В советское время, до середины 1990-х годов, над источником со стороны Шатиловки действовал завод по разливу одноимённой минеральной воды в стеклянные бутылки. Сейчас завода не существует.

## Купальня
С давних пор в холодной воде источника купаются люди. Ранее они купались прямо в бетонном лотке канала, по которому течёт неиспользованная вода.
С октября 2009 началось строительство купальни. Открыта 30 декабря 2009. 18 января 2010 купальня (купель) освящена викарным епископом Онуфрием. 19 января 2010, на Крещение Господне, утром, одним из первых купальню «опробовал» мэр города Михаил Добкин.

## Речка Саржинка
После источника Саржин ручей наполняется всей неиспользованной водой, называется речкой Саржинкой и впадает в реку Лопань на Павловке.